# 亚马尔半岛

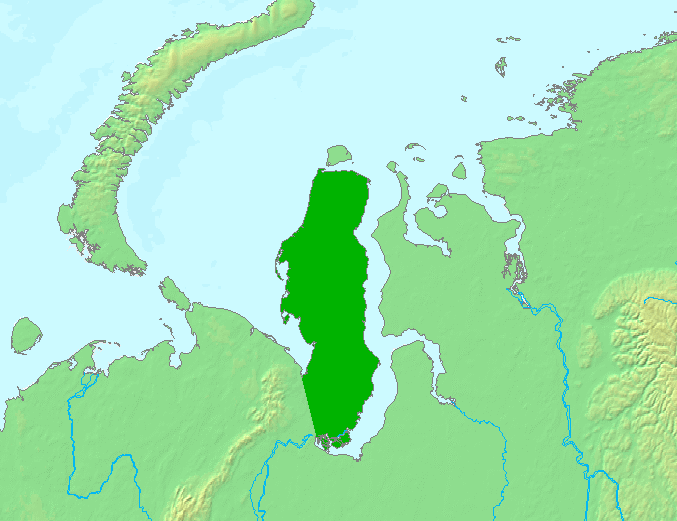
圖中深綠色部分即為亞馬爾半島在整個西伯利亞北部的位置。

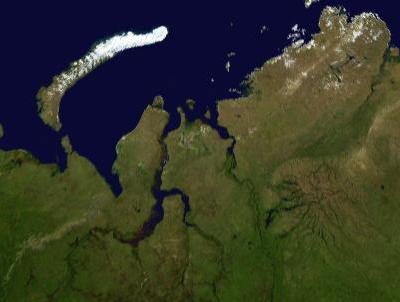
亞馬爾半島衛星地圖

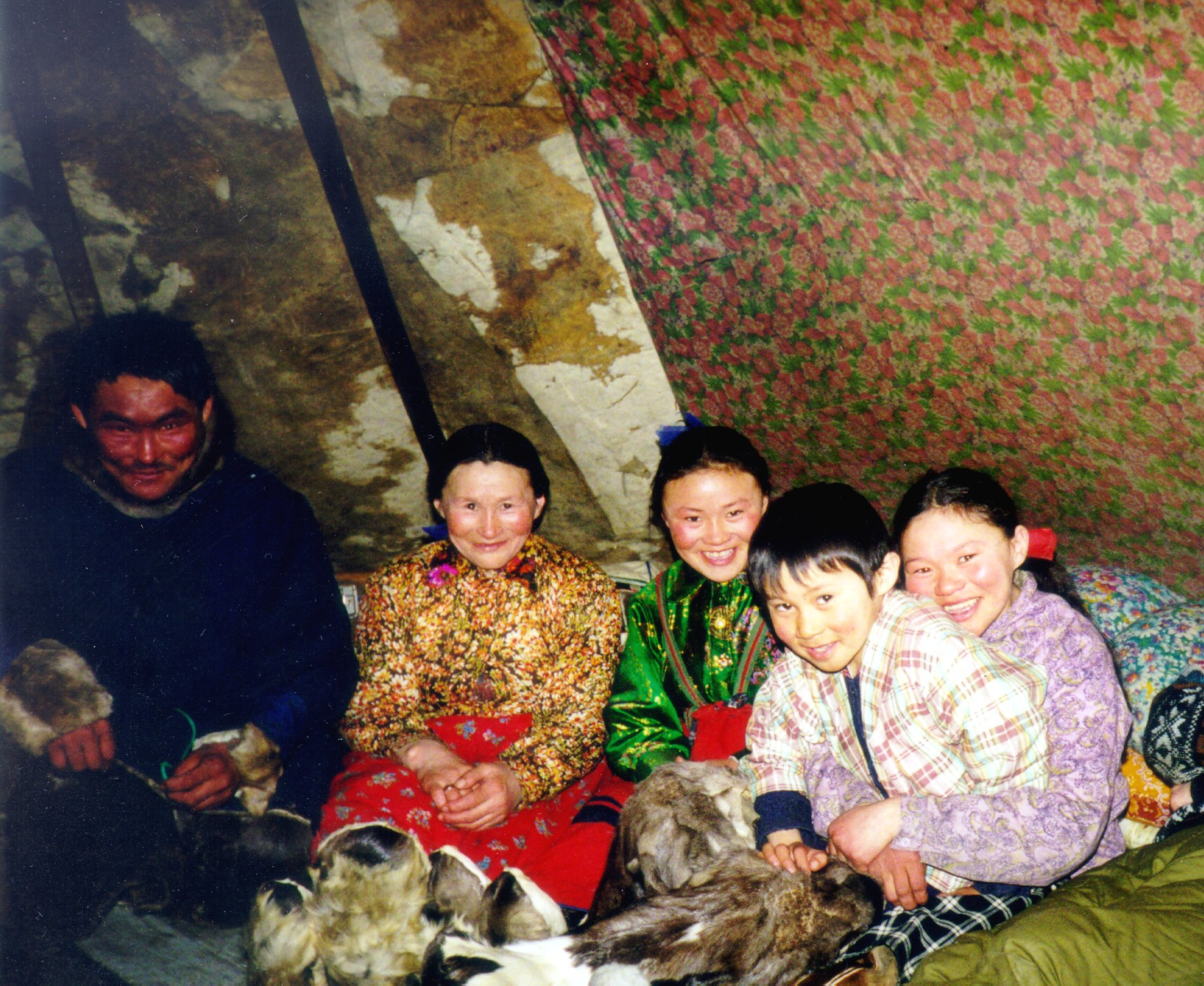
涅涅茨人家庭

70°40′15″N 70°08′12″E / 70.67088°N 70.13672°E
亚马尔半岛（俄语：полуо́стров Яма́л），位于俄罗斯西伯利亚西北部，属亚马尔-涅涅茨自治区管辖。半岛东临鄂毕湾，西濒喀拉海和拜达拉塔湾，北临北冰洋，隔海西与新地岛相望，從東到西大約距離700公里，面积有12.2万平方公里。居民以涅涅茨人为主，而「亞馬爾」亦是當地方言，意思就是「大地的盡頭」或「世界盡頭」。亚马尔半岛是俄罗斯天然气储量最大的地区。

## 歷史
半島在地理上主要由永久凍土層構成，相對於其周邊地域來說，只有不足一萬年的歷史，算是比較年青的一塊新土地。
在俄羅斯聯邦，亞馬爾半島由於是驯鹿傳統上作大型遷徙的所在地，因而被保留下來，很少開發。在半島上，只有數千由涅涅茨人和漢特人組成的麋鹿養殖戶，連同他們圈養的五十萬隻麋鹿定居。此外，亞馬爾半島亦是多種候鳥在夏季時的居所。
2007年夏季，一隻約3.7萬年前死亡的幼猛獁象遺體被馴鹿員發現。這隻雌性真猛獁象幼崽（後來被稱為「柳芭」）推斷死時只有一個月大。

## 發展
雖然亞馬爾半島的土地大多因為保育的緣故保留了下來，但現時當地已有三項大型基礎建設正在動工或已完工，均由俄罗斯天然气工业股份公司（俄氣）擁有。這三項基建包括有：
- 在2011年初开通的鄂毕斯卡亚－博瓦年科沃铁路线，也是現時世界上緯度最北的铁路线[7]；
- 在鐵路沿線的輸氣管道，以及
- 為建造鐵路及輸氣管道而在中途興建的多座橋樑。

亞馬爾半島擁有俄羅斯及世界上最大的天然氣儲存量，這裡的存量甚至比鄂畢灣其他地區的氣存量更高，估計氣藏量高達55兆立方米（trillion cubic meters，簡稱tcm），被俄氣形容為「俄战略性的石油天然气储备区」。這個俄國歷史上最大型的能源計劃「亞馬爾計劃」，把遊牧的馴鹿一族的未來生活推向危機的邊緣。

## 亞馬爾巨洞
亞馬爾巨洞，亦作西伯利亞巨洞或俄羅斯巨大天坑，於2014年在亞馬爾半島發現，雖然成因未明，但隨即已引起世界媒體的注目。巨洞位於通往喀拉海的莫爾德亞哈河的盆地裡，直徑約60公尺，從洞頂到洞的冰面估計深約16.5米，而冰面以下估計深約10.5米，甚至更深。據俄羅斯緊急事務部一名發言人所講，並非由隕石撞擊而成，但具體成因未明。秋明國立油氣大學的科學家安娜·庫爾恰托娃（Anna Kurchatova）及北極科學研究中心的安德魯·普列漢諾夫（Andrei Plekhanov）均認為可能與全球暖化有關，導致永久凍土層溶化，釋放出地表下的各種氣體，從而令地表下陷。證據就是採集中洞底的高濃度甲烷氣體。然而由於夏季時巨洞周邊的泥土很不穩定，所以科學家等待冬季來臨，巨洞周邊的泥土再度結冰時，才深入巨洞研究。科學家計劃在2015年4月溶冰之時再一次深入洞內研究。

## 亞馬爾料理

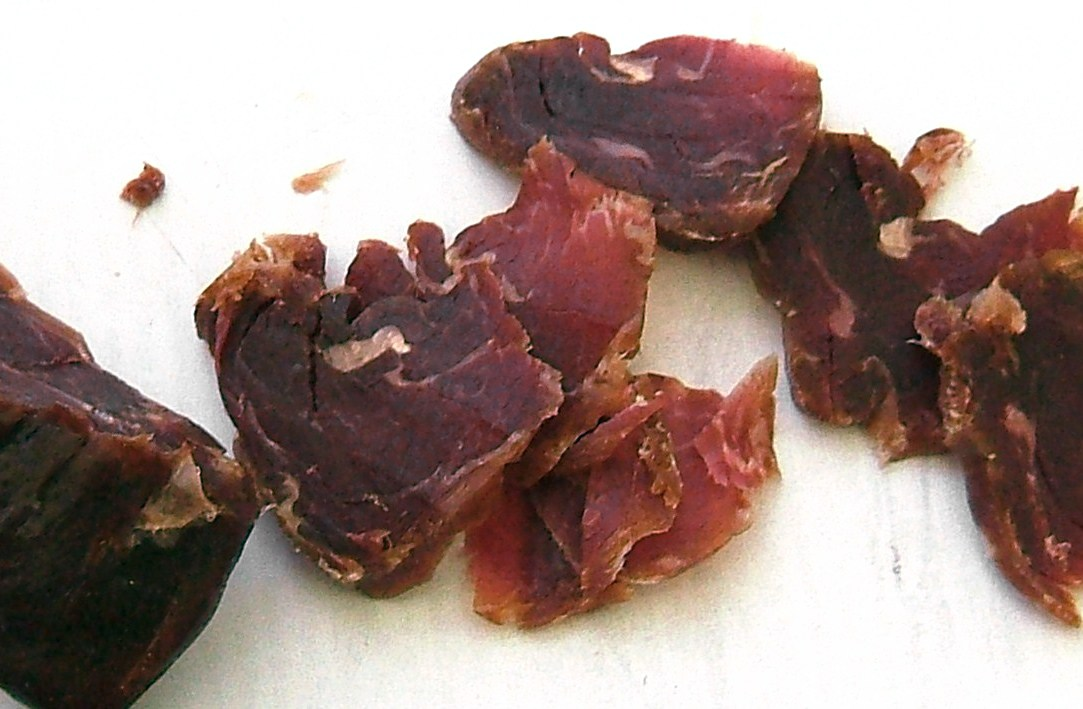
乾馴鹿肉

亞馬爾料理泛指當地遊牧民族的飲食文化。由於亞馬爾半島居民的生活以漁獵為主，他們的飲食亦以肉食、禽肉和魚類為主。莓果及菌類植物很豐富，被譽為「亞馬爾森林的禮物」。時至今日，亞馬爾料理亦有受到俄羅斯文化的影響，例如他們會為來賓奉茶，而這個習慣就是從俄羅斯人而來。茶有溫暖和舒緩的作用，與剛烈的伏特加有強烈的對比，但同樣亦是對抗長冬嚴寒的良方。而亞馬爾料理的特色，主要是透過暖熱的肉食為民眾提供熱量去對抗長冬。由於地理所限，當地飲食絕少新鮮蔬果，因為需要從外地進口，而要在苔原（凍土層）種植一點也不容易。
亞馬爾料理的主菜基於馴鹿肉及白鮭魚的魚肉和魚子，拌以菌類及麵包。還有以魚煮成的魚湯及魚肉餡餅。

## 參看
- 格達半島：隔着鄂畢河與亞馬爾半島相對的地方。
- 亚马尔计划：一個在亞馬爾半島上永久開採天然氣的計劃。

## 外部連結
- [亞馬爾]. ЭСБЕ.   [2008-07-02]. （原始内容存档于2011-06-13） （俄语）.
- [亞馬爾]. 蘇聯大百科全書.   [2008-07-02]. （原始内容存档于2012-12-21） （俄语）.
- [亞馬爾文化].   [2008-07-02]. （原始内容存档于2008-05-11） （英语）.
- [亞馬爾半島的涅涅茨人].   [2014-11-19]. （原始内容存档于2014-11-29） （英语）.